# Agave stricta
Agave stricta is een succulente plantensoort. De plant komt van nature voor in het werelddeel Amerika, met name in Zuidoost-Mexico. De plant wordt tot een halve meter groot. In de zomer heeft de plant roodachtig-paarse bloemen. 
De plantensoort werd wetenschappelijk beschreven door Joseph zu Salm-Reifferscheidt-Dyck. 